# Коматозники (фильм, 1990)
«Коматозники» (англ. Flatliners) — кинофильм Джоэла Шумахера 1990 года. Главные роли исполнили Кифер Сазерленд, Джулия Робертс, Кевин Бейкон, Уильям Болдуин и Оливер Платт. Фильм о том, как студенты-медики с помощью физической науки попытались выяснить, есть ли жизнь после смерти, для чего они проводят тайные эксперименты с состоянием клинической смерти. Номинация на премию «Оскар» за лучший монтаж звуковых эффектов.
В 2017 году состоялся выход одноимённого ремейка, связанного с оригиналом благодаря участию Кифера Сазерленда, но играющего другого персонажа.

## Сюжет
Фильм начинается со сцены с Нельсоном (Кифер Сазерленд), студентом-медиком, со словами: «Сегодня хороший день, чтобы умереть». Нельсон пытается убедить Джо Херли, Дэвида Лабраччио, Рэнди Стекла, и Рэйчел Манус — четырёх его одногруппников — в эксперименте. Он хочет испытать клиническую смерть в течение одной минуты, после чего его помощники должны будут произвести реанимацию. Причиной этого эксперимента было непреодолимое желание Нельсона узнать, действительно ли существует жизнь после смерти. Одногруппники Нельсона с большой опаской относятся к его предложению, но после долгих споров пятеро студентов решают попробовать. Несмотря на некоторые трудности, им удаётся успешно вернуть его к жизни. Успех эксперимента побуждает остальных (всех, кроме Рэнди) сделать то же самое, что и Нельсон, причём у каждого на это имеются собственные причины.
Почти сразу же после эксперимента каждый участник начинает видеть странные явления. Нельсон видит маленького мальчика, который не только мелькает у него перед глазами, но ещё и физически избивает его. Это Билли Махони, которого он с друзьями травил в детстве, а потом нечаянно убил, бросив в того камень. Джо, будучи помолвленным, является неуправляемым плэйбоем, и он видит в телевизорах обнажённых женщин, которых он тайно снимал на видеокамеру, когда занимался с ними сексом. В электричке Дэвид вдруг видит темнокожую девочку, которая всячески его оскорбляет под смех остальных пассажиров. Нельсон и Джо единственные, кто молчит о своих видениях, но во время эксперимента с Рэйчел Дэвид говорит, что его мучают странные переживания. В конце концов он убеждает других прервать эксперимент Рэйчел, но короткое замыкание едва позволяет им вернуть её обратно.
Дэвид затем объясняет, что с ним происходит: маленькая девочка, которая появляется в его видениях, это его бывшая одноклассница Винни Хикс, над которой он с друзьями издевался в детстве. Это заставляет Джо заговорить о своем видении. После чего и Нельсон признаётся, что таинственный мальчик, который ему мерещится, это — Билли Махони, которого он убил в детстве. Они понимают, что это не галлюцинации, а некоторая часть реальности. Нельсон говорит, что они пережили смерть и, следовательно, вступили на неизведанную территорию. Рэйчел не даёт покоя видение с присутствием отца, который оказался наркоманом, и когда в пять лет она случайно об этом узнала, то он совершил самоубийство.
Дэвид находит ту самую маленькую девочку, чтобы извиниться перед ней, Винни прощает его и со слезами на глазах благодарит. В этот момент у Нельсона случается драка с Билли Махони, но противник невидим для Дэвида, однако он приходит на помощь другу и они возвращаются в город.
Когда Нельсон и Дэвид возвращаются, Рэйчел, которая увидела другое видение отца во время зачета, рассказывает другим, что происходит с ней и насмешливо благодарит Нельсона за кошмар. Вспыхивает ссора. Рэйчел убегает, но Дэвид догоняет её и успокаивает. Он идёт к ней домой, где они занимаются любовью.
Рэйчел переступает через себя и беседует с отцом, который просит у неё прощения. Они обнимаются и искренне прощают друг друга, после чего чувство вины пропадает и видения перестают преследовать Рэйчел. Невеста Джо находит его видеозаписи, смотрит их и расстается с ним, после чего исчезают видения девушек.
Но Нельсон, которого не перестает преследовать Билли, решается на крайний шаг. Он звонит из таксофона Рэйчел и сообщает, что намерен покончить со всем этим, после чего направляется на место, где они проводили свои эксперименты и сам проводит над собой процедуру. Ему видится, что Билли его убивает точно так же, как Нельсон убил его в детстве, после чего Билли его прощает, улыбается, машет рукой и навсегда уходит. Друзья Нельсона, вовремя догадавшиеся где он находится, чудом умудряются его спасти. Одна из последних фраз фильма — «Я не был готов сегодня умереть», которую тоже произносит Нельсон.

## В ролях
- Кифер Сазерленд — Нэльсон Райт
- Джулия Робертс — Рэйчел Маннус
- Кевин Бейкон — Дэвид Лабраччио
- Уильям Болдуин — Джо Хёрли
- Оливер Платт — Рэнди Стекл

## Критика
Фильм получил противоречивые отзывы. Газета The Washington Post выступила с хвалебной рецензией, в то время как Entertainment Weekly напечатала разгромный обзор. По мнению рецензента The New York Times, фильм никого не может оставить равнодушным: «Зрители либо увлечены происходящим с первой минуты, либо категорически высмеивают картину».